# 日立軌道義大利
日立軌道義大利（Hitachi Rail Italy S.p.A.；常縮寫為HRI）是一家以鐵路運輸工程為主的義大利公司，主要業務為設計與製造鐵路車輛。本公司原名是安薩爾多百瑞達 （AnsaldoBreda S.p.A.），2015年11月由日本日立完成收購成為旗下全資子公司，並改為現名。

## 歷史
本公司2001年於義大利皮斯托亞登記，由安薩爾多運輸（Ansaldo Trasporti）和百瑞達鐵路製造（義大利語：Breda Costruzioni Ferroviarie）合併而成，成為芬梅卡尼卡（Finmeccanica S.p.A.）控股旗下公司之一。
日立與芬梅卡尼卡於2015年2月24日達成協議，日立收購安薩爾多百瑞達及芬梅卡尼卡擁有的安薩爾多STS的40%股份。11月日立完成收購，安薩爾多百瑞達改名為日立軌道義大利，總部遷籍至拿坡里。

## 主要實績
- 義大利國家鐵路ETR 500高速鐵路列車
- 義大利國家鐵路Frecciarossa 1000高速鐵路列車（與龐巴迪運輸合作製造，由2020年起改為日立獨家製造）
- 丹麥國家鐵路城际4型柴油动车组
- 哥本哈根地鐵用車
- 舊金山城市鐵路LRV-2輕軌列車
- 麻薩諸塞灣交通局綠線Type 8輕軌列車
- 洛杉磯捷運P2550輕軌列車
- 邁阿密地鐵CQ312列車
- 檀香山捷運列車
- 台北捷運環狀線列車17編成68輛（2017年）
- 新北捷運三鶯線列車29編成58輛（2018年）
- 珠海有軌電車1號線列車（与中车大连机车车辆合作制造）[2]
- 北京地铁西郊线列車（与中车大连机车车辆合作制造）

## 外部連結
- 官方網站 （页面存档备份，存于）（意大利文）

## 備註
1. ↑  . Railway Gazette International. 2015-02-24  [2015-03-13]. （原始内容存档于2020-11-01） （英语）.
2. ↑  註： 2021年1月22日中止營運並在之後拆除，車輛方面則仍然暫停使用，現為封存狀態。